# Dean Martin (Politiker)
Dean Martin (* um 1973) ist ein US-amerikanischer Politiker (Republikanische Partei).

## Privatleben
Dean Martin besuchte die Arizona State University in Tempe bei Phoenix (Arizona), wo er einen Abschluss in Entrepreneurship & Small Business Management machte. Während seiner Studienzeit lernte er seine spätere Ehefrau Kerry Mabey (1974–2009) kennen. Sie studierte ebenfalls an der Arizona State University und machte einen Abschluss in Politikwissenschaft. Das Paar heiratete 1995. Am 25. Mai 2009 verstarb seine Ehefrau vier Stunden nach der Geburt ihres ersten Sohnes. Ihr Sohn verstarb zwei Tage später.

## Politische Laufbahn
Martin entschied sich, eine politische Laufbahn einzuschlagen. Mit 27 Jahren wurde er bei den Wahlen im Jahr 2000 für eine zweijährige Amtszeit in den Senat von Arizona gewählt. Er war das jüngste Mitglied in der Arizona Legislature. Es folgten zwei erfolgreiche Wiederwahlen. Während seiner Amtsperiode wirkte er an der Verabschiedung des Gesetzesvorhabens „Proposition 103“ mit, besser bekannt als „Chris' Law“. Inspiration für das Gesetzesvorhaben war ein 12-jährigen Schüler namens Chris Cottrell. Das Gesetzesvorhaben wurde bei den Wahlen im Jahr 2002 mit einer Mehrheit von 924.161 zu 224,709 Stimmen oder 80,4 % zu 19,6 % verabschiedet. Aufgrundlage dieses Gesetzes wird Angeklagten eine Kaution nicht gewährt, sofern sie wegen pädophiler Handlungen vor Gericht stehen. Martin hatte den Vorsitz im Senate Finance Committee.
Bei den Wahlen im Jahr 2006 kandidierte er erfolgreich für den Posten als State Treasurer von Arizona. Im Januar 2007 trat er seine vierjährige Amtszeit an. Als State Treasurer hatte er den Vorsitz im Board of Investment und der Loan Commission, war als Surveyor General tätig und saß im Land Selection Board. Darüber hinaus stand er an zweiter Stelle in der Nachfolge für das Amt des Gouverneurs von Arizona, da der damals amtierende Secretary of State von Arizona Ken Bennett in sein Amt ernannt und nicht gewählt worden war. Für seine Leistungen betreffend einer transparente Politik und der Verbesserung des Zugangs zu öffentlichen Unterlagen wurden Martin im Laufe der Zeit drei „Freedom of Information Awards“ verliehen.
Am 11. Januar 2010 verkündete er seine Kandidatur für den Posten des Gouverneurs von Arizona. Bei den republikanischen Vorwahlen erlitt er eine Niederlage gegenüber der amtierenden Gouverneurin Jan Brewer, die später bei den Gouverneurswahlen als Siegerin hervorging.